# 望月正行
望月 正行（もちづき まさゆき、1979年1月9日 - ）は、日本のプロバックギャモンプレイヤー。日本人初の世界チャンピオン。愛称はMochy。日本、海外問わず、数多くのトーナメントに参加して入賞している。
プレイヤー間の投票によって決定されるバックギャモンの2013年の世界ランキング Giants of Backgammon では1位に選ばれている。
また、国内外でバックギャモンのレクチャーを行うほか、日本バックギャモン協会のディレクターを務め、普及活動、大会、例会運営などを行っている。

## 来歴
高校時代は麻布高校の将棋部に所属。
- 1997年 - 浪人時代にバックギャモンに出会う。早稲田大学に進学後、バックギャモンを本格的に勉強するために2年目で退学してプロバックギャモンプレイヤーに転身。
- 2001年 - 海外で武者修行を行い、アメリカなどのトッププレイヤーに次々と挑んだ。
- 2003年 - 世界のメジャータイトルの一つであるラスベガスオープンで優勝[3]。
- 2004年 - デンマークに5カ月間移住し、世界のプロプレイヤーと共に腕を磨く[4]。
- 2009年7月 - モナコ・モンテカルロで開催された第34回世界バックギャモン選手権で優勝。賞金€62,280（約8,400,000円）を獲得。参加者数は173人。日本人選手として初の世界チャンピオンとなった[5]。
- 2010年4月 - 2011 Giants of Backgammonの1位に選ばれる。ノルディックワイドオープンにて開催された世界選抜 vs デンマーク選抜のイベントでは世界選抜のメンバーの一人として参加した。以降、4年連続で世界選抜のメンバーとして当イベントに参加している。
- 2012年 - British Backgammon AwardsのInternational Player of the Yearを受賞[6]。ラスベガスオープンでは2度目の優勝を果たす。
- 2014年 - テキサスバックギャモンチャンピオンシップでメイントーナメントとDual-Duelトーナメントの2冠を達成。Dual-Duelトーナメントは、コンピューターで棋譜を取りながら対戦し、勝敗とPR（コンピューターの評価値）の2つで競うトーナメントである。
- 2014年5月 - 世界ランキング 2013 Giants of Backgammonで1位に選ばれる[2]。
- 2021年7月-8月 - モナコ・モンテカルロで開催された第45回世界バックギャモン選手権で自身2度目の優勝。

## 人物・エピソード
- バックギャモンを始めた頃は1日10時間ほどトレーニングに時間を費やしていた。
- プレイの正確さから、海外のプレイヤーの間で「コンピューターのようだ」と評されている[7]。
- 2005年から2013年に開催された世界バックギャモン選手権において、9大会中8大会で入賞を果たしている[8]。

## 主な大会戦績

### 日本国内
- 1998年 - 第五期 盤聖戦 優勝
- 1999年 - 第六期 盤聖戦 優勝
- 2009年 - 第十五期 名人戦 優勝
- 2012年 - 第十八期 名人戦 優勝
- 2014年 - 第二十期 盤聖戦 優勝

### 日本国外
- 2005年 - Bristol Open 優勝（英国・ブリストル）
- 2006年 - Belgian Open 優勝（ベルギー・オステンデ）
- 2006年 - 世界選手権コンソレーション 優勝（モナコ公国・モンテカルロ）
- 2007年 - 世界選手権ラストチャンス 優勝（モナコ公国・モンテカルロ）
- 2008年 - Nordic Open コンソレーション 優勝（デンマーク・エルシンノー）
- 2009年 - 世界選手権メイン 優勝（モナコ公国・モンテカルロ）
- 2012年 - European Championship 優勝（オーストリア・ベルデン）
- 2012年 - Las Vegas Open 優勝（米国・ラスベガス）
- 2013年 - European "Pro" Championship 優勝（キプロス共和国・北キプロス）
- 2014年 - Texas Backgammon Championship 優勝（米国・テキサス）

## 出演
- パンサー向井の＃ふらっと(2024年5月14日、TBSラジオ)[9] [10]

## 著書
- 『バックギャモン・ブック』（河出書房新社、2002年10月）ISBN 4309265979
- 『バックギャモン入門』（パンローリング、2012年9月4日）ISBN 477594911X